# Acianthera limae
Acianthera limae é  uma espécie de orquídea (Orchidaceae) originária dos estados de Minas Gerais e Rio de Janeiro, no Brasil, antigamente subordinada ao gênero Pleurothallis.
São plantas robustas, de tamanho médio, com rizoma espesso e reptante, subcespitosas, com caule secundário mais largo no ápice que na base, triangular no ápice, ereto e espesso, rígido, com folhas de largura variável, acuminadas, folhas espessas, côncavas a convexas, eretas ou pendentes do caule, de verdes a roxo acinzentado, com inflorescências curtas apoiadas sobre as folhas, com até dez flores que não se abrem muito e têm as extremidades acuminadas. É similar à A. prolifera mas de folhas mais longas e geralmente convexas.

## Publicação e sinônimos
- Acianthera limae (Porto & Brade) Pridgeon & M.W.Chase, Lindleyana 16: 244 (2001).

Sinônimos homotípicos:
- Pleurothallis limae Porto & Brade, Anais Reunião Sul-Amer. Bot. 3: 35 (1940).